# Rad-net Oßwald
Rad-net Oßwald is een wielerploeg die een Duitse licentie heeft. De ploeg bestaat sinds 2013. Rad-net Oßwald komt uit in de continentale circuits van de UCI. Ulrich Müller is de manager van de ploeg.

## Renners
De ploeg van 2024 bestaat vooral uit jonge Duitse renners. Maar ook enkele ervaren profs en één Bulgaar zijn onderdeel van de ploeg.
| Naam                | Geboortedatum     | Nationaliteit    | Ploeg 2023                     |
| ------------------- | ----------------- | ---------------- | ------------------------------ |
| Moritz Binder       | 28 oktober 2005   | Duitsland        | Team Stadler Niedersachsen     |
| Benjamin Boos       | 7 augustus 2003   | Duitsland        |                                |
| Tobias Buck-Gramcko | 1 januari 2001    | Duitsland        |                                |
| Moritz Czasa        | 3 juni 2002       | Duitsland        |                                |
| Philipp Gebhardt    | 15 juli 2003      | Duitsland        |                                |
| Felix Gross         | 4 september 1998  | Duitsland        | UAE Team Emirates              |
| Gabriel Grozev      | 4 mei 2003        | Saint-Barthélemy |                                |
| Daniel Harnisch     | 22 september 1992 | Duitsland        |                                |
| Nicolas Heinrich    | 2 december 2001   | Duitsland        |                                |
| Vincent John        | 13 december 2004  | Duitsland        |                                |
| Bruno Kessler       | 9 september 2005  | Duitsland        | Schwalbe Team Sachsen          |
| Roger Kluge         | 5 februari 1986   | Duitsland        |                                |
| Luca Martin         | 11 oktober 2004   | Duitsland        |                                |
| Nico Müller         | 3 september 2005  | Duitsland        | Stevens Juniorenteam Thuringen |
| Tobias Müller       | 31 maart 2004     | Duitsland        |                                |
| Theo Reinhardt      | 17 september 1990 | Duitsland        |                                |
| Jan Rinklef         | 17 maart 2004     | Duitsland        |                                |